# Tangla (bướm đêm)
Tangla là một chi bướm đêm thuộc họ Crambidae.

## Species
- Tangla polyzonalis (Hampson, 1898)
- Tangla sectinotalis (Hampson, 1898)
- Tangla zangisalis (Walker, 1859)